# 前川製作所
株式会社前川製作所（まえかわせいさくしょ、英語: MAYEKAWA MFG. CO., LTD）は、東京都江東区に本社を置く、日本の総合機械製造企業である。
産業用冷凍機を始め、各種ガスコンプレッサーやそれらの周辺機器、食品加工機械などを製造・販売している。
1924年（大正13年）に前川喜作が創業し、創業以来、世界各地に拠点を構えている。

## 沿革
- 1924年 - 前川喜作が前川商店を創業[2]。
- 1930年 - 製氷・冷蔵事業を開始。
- 1937年 - 株式会社 前川製作所に組織変更。
- 1964年 - 海外進出。
- 1996年 - ISO14001認証取得。
- 2016年 - 芙蓉懇談会に加盟[3]。

## 本社ビル
東京都江東区にある本社ビルは自然エネルギーの有効利用技術、環境調和技術を活かしたノンフロンビルとして竣工されており、以下の賞を受賞している。また、ドラマや映画の撮影にも使われている。
2009年
- 日本建築士会連合会賞　優秀賞
- 第22回　日経ニューオフィス賞　ニューオフィス推進賞

2010年
- 日本建築学会作品選集掲載
- 東京建築賞2010第36回建築作品コンクール　東京都知事賞・一般部門二類　最優秀賞
- 第21回　電気設備学会賞　施設奨励賞
- 第21回　電気設備学会賞　開発賞
- 第11回　日本免震構造協会賞　作品賞
- 平成22年度日事連建築賞受賞作品　一般建築部門　優秀賞
- グッドデザイン賞

## 主な事業所

### 国内拠点
- 本社：東京都江東区牡丹三丁目14番15号
- 守谷工場：茨城県守谷市立沢2000番地
- 東広島工場：広島県東広島市高屋台二丁目3番40号
- 佐久工場 : 長野県佐久市大字長土呂774
- 技術研究所 : 茨城県守谷市立沢2000
- 植物工学研究所 : 静岡県富士宮市猪之頭大畑1232

その他に、北海道・東北・関東・中部・関西・中国・九州の地域に約60ヶ所の営業所がある。

### 海外拠点
- 北米 : アメリカ・カナダ
- 南米 : アルゼンチン・ペルー・チリ・コロンビア・ブラジル・コスタリカ・メキシコ・ベネズエラ・エクアドル
- ヨーロッパ : ベルギー・ドイツ・イギリス・スペイン・フランス・ブルガリア・スイス・ロシア・イタリア・ポーランド・ハンガリー
- アフリカ : 南アフリカ共和国
- 中東 : アラブ首長国連邦・サウジアラビア・トルコ・エジプト
- アジア : オーストラリア・ニュージーランド・インドネシア・マレーシア・フィリピン・シンガポール・台湾・中国・タイ・ベトナム・韓国・インド

## グループ企業
- 株式会社前川
- 株式会社前川インターテック
- 株式会社前川レジャーシステム
- 株式会社前川設計
- 株式会社前川クリエイトサービス
- 株式会社前川総合研究所

(2020年8月現在)

## 主な製品
産業用冷凍機を始めとする、産業機械を製造しており、近年では産業用ロボットの開発にも力を注いでいる。

### 製品情報
- 圧縮機
- 冷気・冷凍ユニット
- オイル&ガス・ケミカルユニット用ユニット
- ヒートポンプ
- 除湿装置
- エアカーテン
- フリーザー・解凍装置
- 食鳥・食肉生産自動化システム
- 食品工場エンジニアリング
- Newtonシリーズ - 冷蔵庫、冷凍庫、フリーザー、スケートリンクなど多彩なラインナップを揃えている。
- Pascal Airシリーズ - 「空気を使ってモノを冷やす」究極の冷凍サイクル。
- トリダス - チキン骨付きもも肉全自動脱骨ロボット。
- 自動いちご収穫機